# روائي
الروائي أو الراوي أو القصّاص او السارد هو الشخص الذي يقومُ بتأليف أو كتابة الروايات مهما كانَ نوعها. ويُعتَبر التأليف الروائية مهنةً قائمة بذاتِها، حيثُ أن بعضَ الروائيين المُحترفون يكسبون قوتَ يومِهم من مؤلّفاتِهم، وآخرون منهم يطمح لذلك أو أنهم يأخذونها كهوايةٍ لهم. مُعظَم الروائيين يُكافحون من أجل الحصول على فُرصةٍ لنشر روايتهم الأولى، فدور النشر لن تخاطر برأس المال المطلوب لبيع كتب من مجهول على العامة، ونجاح أو فشل الرواية الأولى يمكن أن يؤثر على قدرة المؤلّف على النشر في المستقبل.
التأليف الروائي ليسَ حِكراً على طبقةٍ أو عُمرٍ مُعيّن، بل إن مُختلف طبقات المُجتمع من كُل الأعمار يستطيعون التأليف إذا ما وجدوا الإلهام الكافي لهذا. إذ إن الروائيون يتأثرون بالأحداث من حولِهم فيستلهمون منها أفكاراً لرواياتِهم. ثُم بعدَ كِتابتها ونَشرِها، يبدأ النُقّاد بتقييم الرواية وتنتشر بين الناس، وإذا ما نجحت مع القُرّاء تكوّن ساعتها قاعدة جماهيرية بحسبِ نجاحها. 

## أصل الكلمة
الأصل العربيّ للكلمة قادِمٌ من كلمة رواية، ويُعرّف الروائي في معجم اللغة العربية المعاصرة على أنّه أديب متخصِّص في تأليف الروايات والقصص الطويلة. ويُعرّف كذلك في المعجم الغني على أنّه من يَكتُب رواياتٍ من الخيال أو يَحبِك وقائع من الحياة بأسلوبٍ شيّق ويُقدّمها في صورٍ تتحوّل إلى قصةٍ طويلة. هُناك فرقٌ بين مُصطلح كاتب ومؤلّف وروائي بالطبع، فالروائي هو من يكتب الروايات والقصص الطويلة فقط أيّاً كان نوعها. أما الفرق بين المؤلّف والكاتب، فقد اختفى وأصبَح يُشار على نفس الشخص بأنّه مؤلّف أو كاتب. وإذا أردنا تفصيلها فيُمكن القول بأنّ المؤلّف من يقوم بالتأليف أو التوليف، أي رصّ الأفكار وابتداعها، واختراع التعبيرات وابتكار الصوّر، وقد يكتُب في أيّ شيء موضوع دينياً كان أو سياسيّاً أو اجتماعيّاً... إلخ، وقد يكتُب المؤلّف الكتب والقصص والروايات وسيناريوهات للأفلام والمسلسلات. لذا يُمكن الاعتبار أن كُل روائي هو مؤلّف ولكن ليس كُل مؤلّف روائي. أما الكاتِب فهو الشخص الذي يكتب ويكثر من الكتابة، أي يحترفها مهنة وصنعة، فهو يكتُب مقالات احترافية، ومقالات متخصصة، أو تقارير دقيقة وعلمية من تأليفه أو ترجمته، ولا يُشترط في كتابته الإبداع.
أمّا اللفظ الإنجليزي من الكلمة Novelist فهو مُشتَقّ من كلمة رواية novel، وقد ظهرت الكلمة بين القرنين السادس عشر والسابع عشر، وكان اللفظ يعني «مُبتدع أو مبتكر» ويُقصد به الشخص الذي يأتي بشيء جديد ويُقدّمه للناس. وذكر قاموس أكسفورد أن اللفظ بمعناه الحالي ظهر لأول مرة في عام 1633 في كتاب East-India Colation من تأليف C. Farewell.

## المنهجيّة والنشر والإحتراف

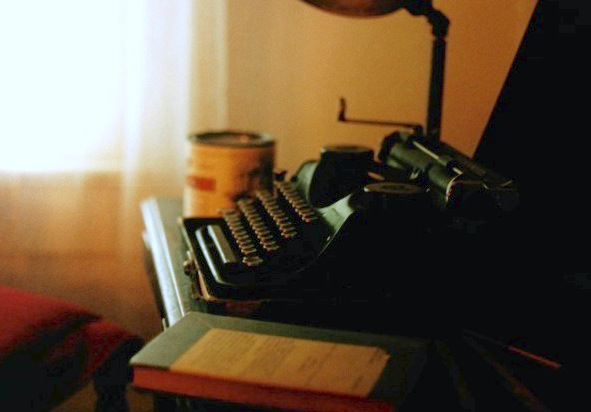
الآلة الكاتبة للروائي الأمريكي ويليام فوكنر في مكتبه في روان أوك.

الفرقُ بين الروائي الهاوي والمُحترف هو قدرة ذاك الأخير على نشر روايته. كثيرٌ من الروائيّين يأخذون الكتابة كنوعٍ من الهواية من أجلِ ذلك يأخذون زمناً طويلاً لإنهائها، بالإضافة للصعوبات التي تواجِههم خلال السرد وصياغة الأحداث تحول دون الانتهاء من الرواية بِسرعة. وحالما ينتهي المؤلّف من روايته غالباً تكونُ الخطوة التالية هي نشر تلك الرواية، فيبحث الكاتب عن دار نشرٍ لتنشُر روايته؛ وبعضُ الكُتّاب ممن لا يجدون داراً للنشر، يقومون بنشر مؤلَّفِهم على حسابهم الخاص. يُعتَبر النشر الذاتي خياراً جيّداً للكاتِب في كثيرٍ من الأحيان، فبدلاً من الدفع لدارِ النشر لتنشُر الكتاب، يقوم بنشر الكتاب والحصول على جميع الأرباح من المبيعات، ولكن يبقى على الكاتِب القيام بكافة الأعمال الأخرى الخاصّة بالكتاب، مثل التوزيع والترويج والإعلان.
يُطبّق الروائيون طُرقاً مُختلفة خلال الكتابة، ويعتمدون على مجموعة من الأساليب لاستلهام أفكارِهم. وقد ظهرت حَمَلاتٌ في كثير من البُلدان لتشجيع الناس على الكتابة وتطوير الأساليب والمهارات التي تختلف من كاتبٍ لآخر. إحدى هذه الحملات هي ما تُعرف بـِ الشهر الوطني لكتابة الروايات National Novel Writing Month، وهي حملةٌ تقوم بتشجيع الناس على استكمال 50 ألف حرف في روايتهم التي يكتبونها خلال شهر نوفمبر، ويُذكر أنّه في 2010، قام أكثر من 200,000 شخص باستكمال روايتهم وكتابة أكثر من 2.8 مليار كلمة.

### العُمر والخِبرة
لا يتمكّن الروائيّون غالباً من نَشرِ رواياتِهم في سِنّ صغيرة، على الرغم من أنهم قد يبدأون في الكتابة من سِنّ مُبكّرة جدّاً، فمثلاً الروائية المصرية رضوى عاشور (1946-2014) كانَت تكتُب مقالاتٍ وكُتب ولكنّها لم تتمكّن من نشر روايتها الأولى حتّى عام 1983 وقد حَملت عُنوان أيام طالبة مصرية في أمريكا، ثُمّ تَبِعها بعد ذلك عددٌ من الروايات كانَ آخرها رواية الطنطورية وصدرت في 2010. إلّا أن ذلك لا يعني أن جميع الروائيين هكذا، ففي بعضِ الأحيان يتمكّن المؤلّفون من نشر روايتهم الأولى في سنين مُراهَقتِهم، وقد تُحقّق تلك الروايات نجاحاً وشعبيّةً بينَ القُرّاء. فمثلاً الروائي الأمريكي كريستوفر باوليني نَشر روايَته الأولى إيراغون حينما كانَ في الخامِسة عَشر من عُمره، لم تلقَ الرواية ثناءً بينَ النُقّاد ولكنّها اشتهرت بينَ القُرّاء ما وضعها في قائمة نيويورك تايمز لأكثر كتب الأطفال مبيعاً على مدى 121 أسبوعاً.
يواجِه الروائيون في أغلب الأحيان أياً كانَ عُمرهم صعوباتٍ في نشرِ روايتهم الأولى لكثيرٍ من الأسباب، وقد يتوجّب عليهم إيجاد وكيلٍ أدبي لنشر الرواية. لذلك يلجأ المؤلفون للنشر الذاني، لأن دور النشر لن تُخاطِر برأسٍ مالٍ لطباعةِ كتابة من تأليف كاتبٍ مجهول للقُرّاء.